# Између неба и пакла
Између неба и пакла је јапански филм снимљен 1963. године у режији Акире Куросаве. Главне улоге тумаче Тоширо Мифуне, Тацуја Накадај и Кјоко Кагава.

## Улоге
| Глумац          | Улога                |
| --------------- | -------------------- |
| Тоширо Мифуне   | Кинго Гондо          |
| Тацуја Накадај  | Токура               |
| Кјоко Кагава    | Реико Гондо          |
| Тацуја Михаши   | Каваниши             |
| Исао Кимура     | Детектив Арај        |
| Кенџиро Ишијама | Тагучи               |
| Такеши Като     | Накао                |
| Такаши Шимура   | шеф истражне секције |